# Nicholas D. Coleman
Nicholas Daniel Coleman (* 22. April 1800 in Cynthiana, Kentucky; † 11. Mai 1874 in Vicksburg, Mississippi) war ein US-amerikanischer Politiker. Zwischen 1829 und 1831 vertrat er den Bundesstaat Kentucky im US-Repräsentantenhaus.

## Leben
Nicholas Coleman besuchte die öffentlichen Schulen seiner Heimat und danach das Transylvania College in Lexington. Nach einem anschließenden Jurastudium und seiner Zulassung als Rechtsanwalt begann er in diesem Beruf zu arbeiten. In den 1820er Jahren schloss er sich der Bewegung um den späteren Präsidenten Andrew Jackson an und wurde Mitglied der von diesem 1828 gegründeten Demokratischen Partei. Zwischen 1824 und 1825 war er Abgeordneter im Repräsentantenhaus von Kentucky.
Bei den Kongresswahlen des Jahres 1828 wurde Coleman im zweiten Wahlbezirk von Kentucky in das US-Repräsentantenhaus in Washington, D.C. gewählt, wo er am 4. März 1829 die Nachfolge von John Chambers antrat. Bis zum 3. März 1831 absolvierte er eine Legislaturperiode im Kongress. Seit dem Amtsantritt von Präsident Jackson im Jahr 1829 wurde innerhalb und außerhalb des Kongresses heftig über dessen Politik diskutiert. Dabei ging es um die umstrittene Durchsetzung des Indian Removal Act, den Konflikt mit dem Staat South Carolina, der in der Nullifikationskrise gipfelte, und die Bankenpolitik des Präsidenten.
Nach dem Ende seiner Zeit im US-Repräsentantenhaus zog Coleman nach Vicksburg in Mississippi, wo er als Anwalt praktizierte. Zwischen 1841 und 1844 war er auch Posthalter seiner neuen Heimatstadt. Politisch hat er kein bedeutendes Amt mehr ausgeübt. Er starb am 11. Mai 1874 in Vicksburg.